# Azul Linhas Aéreas
Azul Linhas Aéreas Brasileiras S/A è una compagnia aerea brasiliana con sede a San Paolo mentre i suoi hub principali sono l'aeroporto di Campinas-Viracopos, l'aeroporto di Belo Horizonte-Tancredo Neves e l'aeroporto di Recife-Guararapes-Gilberto Freyre.

## Storia
David Neeleman, imprenditore statunitense nato a San Paolo il 16 ottobre del 1959, è stato co-fondatore di WestJet e Morris Air oltre ad essere fondatore di JetBlue Airways. Dopo essere stato rimosso dalla presidenza di quest'ultima, ha annunciato l'intenzione di creare nel 2008 una compagnia aerea a basso costo in Brasile. La società non aveva un nome definito, sebbene aveva già un ordine per 36 aeromobili Embraer E-195 con un'opzione di 40 unità nell'ambito di un contratto stimato in 3 miliardi di dollari.
Scelta del nome
Per definire il nome della nuova compagnia aerea, Neeleman ha creato un sito web chiamato "voceescolha.com.br" dove il pubblico poteva registrare i suggerimenti sul nome. Dopo quasi 110.000 utenti registrati, i migliori suggerimenti sono stati selezionati e rimessi in votazione. Tra i finalisti c'erano Abraço, Alegria, Azul, Samba e un'ampia varietà di nomi con la parola Brasile che non potevano essere usati perché erano già registrati. Oltre al nome, sono stati effettuati sondaggi per definire i colori dei velivoli, il tipo di servizio in volo e lo stile delle divise dell'equipaggio. Per attirare l'attenzione del pubblico, Neeleman ha annunciato che il primo utente di Internet a suggerire il nome scelto, avrebbe vinto un pass a vita per volare con la compagnia aerea con la possibilità di aggiungere un secondo passeggero. Dopo un mese, è stato scelto il nome "Azul Linhas Aéreas Brasileiras" nonostante non fosse l'opzione più votata. Neeleman ha giustificato la sua decisione, dicendo che il nome Azul si ispirava a sentimenti positivi ed era più neutro di Samba, un nome che di fatto ha ricevuto più voti. Neeleman ha consegnato il premio sia all'utente di Internet che ha suggerito il nome Azul sia a quello che ha suggerito il nome Samba.
Inizio delle operazioni
Il 7 novembre 2008, la compagnia aerea ha ricevuto dall'ANAC, il certificato di operatore aereo ed è stata autorizzata per le operazioni di trasporto aereo commerciale in Brasile dal HOTRAN. Nel consiglio esecutivo iniziale vi erano: David Neeleman come amministratore delegato, Pedro Janot come presidente, Cmte Miguel Dau come COO, Gianfranco Beting come direttore marketing e John Rodgerson come vice presidente finanziario. L'inizio delle operazioni di volo è avvenuto il 15 dicembre 2008, effettuando la rotta tra Campinas e Salvador e successivamente, nello stesso giorno, tra Campinas e Porto Alegre. Il primo giorno di operatività, il tasso di occupazione degli aeromobili era del 62%, pari all'occupazione media dei voli nazionali di altre compagnie aeree nello stesso anno.
Aeroporto di Rio de Janeiro-Santos Dumont
Dopo l'inizio delle operazioni, Azul ha presentato domanda per la tratta tra Campinas e Rio de Janeiro utilizzando l'aeroporto Santos Dumont, ma la richiesta è stata respinta dall'ANAC perché c'era un'ordinanza del vecchio Dipartimento di Aviazione civile, ancora in vigore all'epoca, che limitava il traffico aereo in aeroporto. Solo gli aerei provenienti dall'interno dello stato di Rio o decollati dall'aeroporto di Congonhas potevano atterrare lì e solo gli aerei turboelica con 50 posti o meno, potevano decollare da Santos Dumont. Pertanto, a causa della configurazione dei suoi aerei, Azul poteva operare a Rio solo all'interno dell'aeroporto di Galeão. Con il rifiuto dell'ANAC, Azul ha intentato una causa per ottenere il diritto di operare in aeroporto, poiché ha seguito tutte le norme di sicurezza vigenti e l'ANAC, secondo la legge che lo ha creato, non poteva impedire il funzionamento commerciale dell'aeroporto in queste condizioni. L'agenzia è stata costretta con decisione giudiziaria a rivalutare la richiesta dell'operazione e poi ha finito per revocare l'ordinanza che limitava l'aeroporto perché riteneva che l'industria aeronautica e i passeggeri a Rio avrebbero beneficiato di più senza le limitazioni.
La decisione dell'ANAC ha generato una forte opposizione da parte dell'allora governatore di Rio, Sérgio Cabral Filho. Nel tentativo di proteggere le operazioni all'aeroporto di Galeão, che mirava alla privatizzazione, ha minacciato di aumentare la tassa sulla circolazione di merci e servizi (ICMS) sul carburante e di non rinnovare la licenza ambientale dell'aeroporto per inibire il funzionamento delle compagnie aeree. Sérgio Cabral, in un'intervista, ha ridicolizzato David Neeleman per il suo accento americano e lo ha chiamato "gringo" e "lobbista".
Fusione con TRIP
Nel maggio 2012, Azul ha annunciato la fusione con TRIP, la quale era la più grande compagnia aerea regionale dell'America Latina ed insieme ad Azul deteneva una quota di oltre il 14% nel mercato interno. In attesa dell'approvazione della fusione da parte di ANAC e CADE, le società hanno cominciato a condividere i propri codici di volo. La fusione è stata approvata da ANAC nel novembre 2012 e da CADE nel marzo 2013, il marchio TRIP ha cessato di esistere e le sue operazioni sono state inglobate in Azul.
Sviluppo internazionale
La compagnia aerea ha iniziato ad operare verso Fort Lauderdale il 2 dicembre 2014 ed Orlando il 15 dicembre dello stesso anno. All'inizio del 2015, è stato annunciato che Azul aveva firmato un contratto di acquisto per 35 Airbus A320neo ed il leasing di altri 28 aeromobili dello stesso tipo. Inoltre, sempre nello stesso anno, il vettore aereo ha finalizzato un accordo per 30 Embraer E195-E2 (comprese 20 opzioni) al Farnborough International Air Show del 2014. Nel giugno 2015, United Airlines ha investito 100 milioni di dollari nella società mentre il 24 novembre dello stesso anno, è stato annunciato che il gruppo cinese HNA, proprietario di Hainan Airlines, avrebbe investito 450 milioni di dollari in Azul, diventando il più grande azionista singolo di Azul SA. L'11 marzo 2019, l'aerolinea ha annunciato l'intenzione di acquisire Avianca Brasil con un piano di riassunzione di tutto il personale di quest'ultima e la fusione tra i due vettori. La proposta di acquisto non è stata accettata, determinando il fallimento di Avianca Brasil.
Acquisto di TwoFlex
Nel gennaio 2020, Azul ha annunciato l'acquisto della compagnia aerea regionale Two Flex, per 123 milioni di reais. Grazie a questa operazione, il vettore ha beneficiato di 36 nuove destinazioni e di 14 nuovi slot all'aeroporto di Congonhas nella città di San Paolo. Nel maggio dello stesso anno, è stato annunciato la ridenominazione di Two Flex in Azul Conecta.

## Identità aziendale

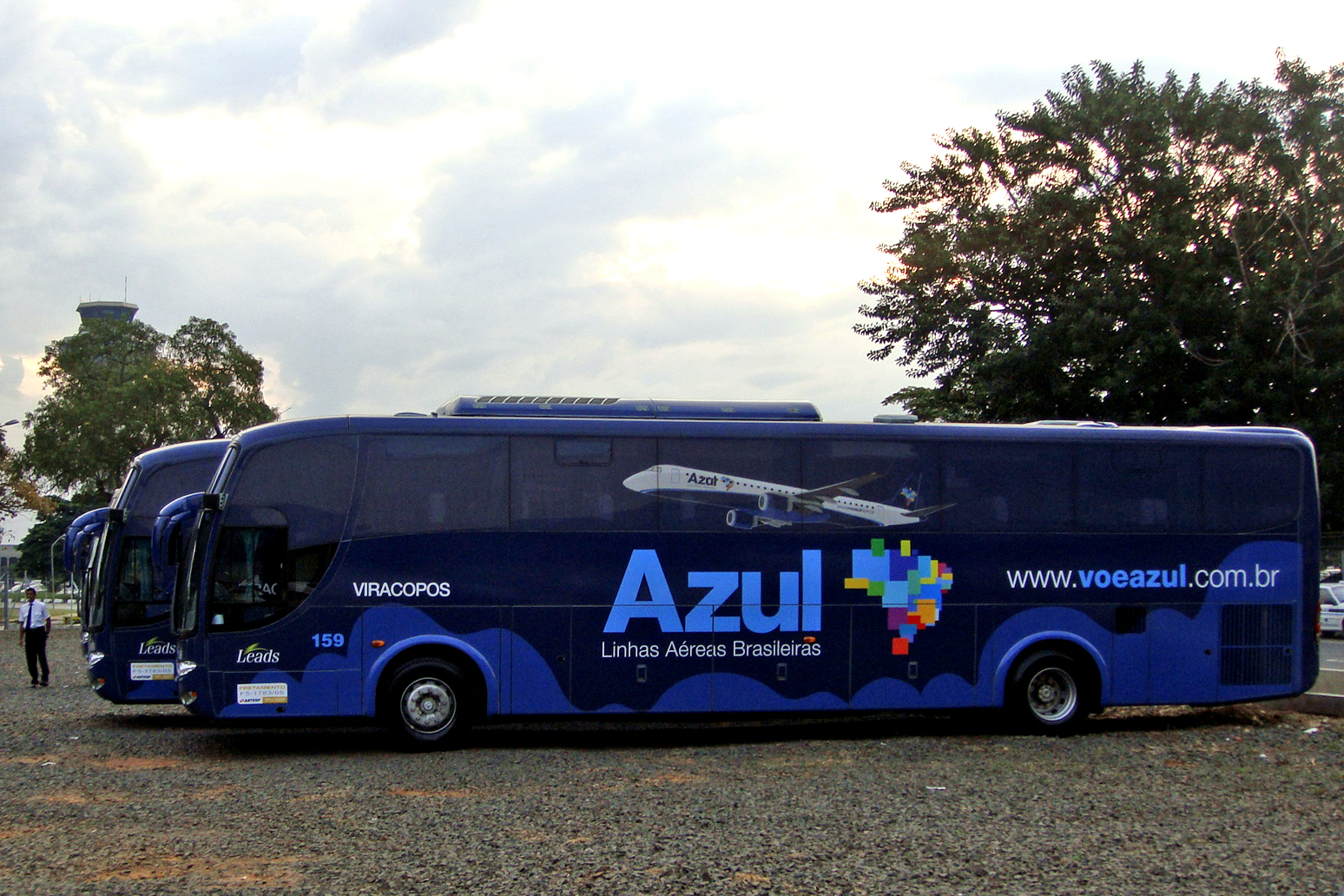
Ônibus Azul

### Società controllate
- Azul Cargo Express è la divisione di trasporto merci della compagnia aerea, con sede all'aeroporto di Campinas-Viracopos, che offre oltre 100 destinazioni attraverso l'utilizzo della rete aerea di Azul Cargo ed Azul Linhas Aéreas.[31]
- Azul Conecta è la divisione regionale di Azul Linhas Aéreas, acquistata il 14 aprile 2020 per alimentare i propri hub.[32]
- Ônibus è il servizio di trasferimento in autobus executive, avviato il 14 gennaio 2009 da Azul per collegare l'area metropolitana di San Paolo al suo principale hub operativo, l'aeroporto di Campinas-Viracopos.[33]

### Programma frequent flyer
Il programma frequent flyer di Azul Linhas Aéreas è chiamato TudoAzul ed è valido in ogni volo effettuato con Azul Linhas Aéreas e con le altre società partner. A differenza di altri programmi fedeltà che si basano sul accumulo di miglia, TudoAzul si basa sull'importo pagato per il biglietto.
Il programma TudoAzul ha quattro categorie di abbonamento:
- TudoAzul: Non è presente un importo minimo di punti mentre il cliente ottiene 1 punto dalla tariffa pagata per il volo
- TudoAzul Topázio: L'importo minimo da mantenere nella categoria è 5.000 punti mentre il cliente ottiene 1,5 punti dalla tariffa pagata per il volo
- TudoAzul Safira: L'importo minimo da mantenere nella categoria è 10.000 punti mentre il cliente ottiene 2 punti dalla tariffa pagata per il volo
- TudoAzul Diamante: L'importo minimo da mantenere nella categoria è 20.000 punti mentre il cliente ottiene 2,5 punti dalla tariffa pagata per il volo

## Destinazioni
Azul serve oltre 100 destinazioni in Argentina, Brasile, Francia, Guyana francese, Portogallo, Stati Uniti ed Uruguay oltre ad altre località raggiungente mediante l'utilizzo di autobus.

### Accordi commerciali
Al 2022 Azul Linhas Aéreas ha accordi di code-share con le seguenti compagnie:
- Avianca[37]
- Beijing Capital Airlines[38]
- Copa Airlines[39]
- Ethiopian Airlines[40]
- Emirates[41]
- ITA Airways[42]
- JetBlue Airways[43]
- TAP Air Portugal[44]
- Turkish Airlines[45]
- United Airlines[46]

## Flotta

### Flotta attuale

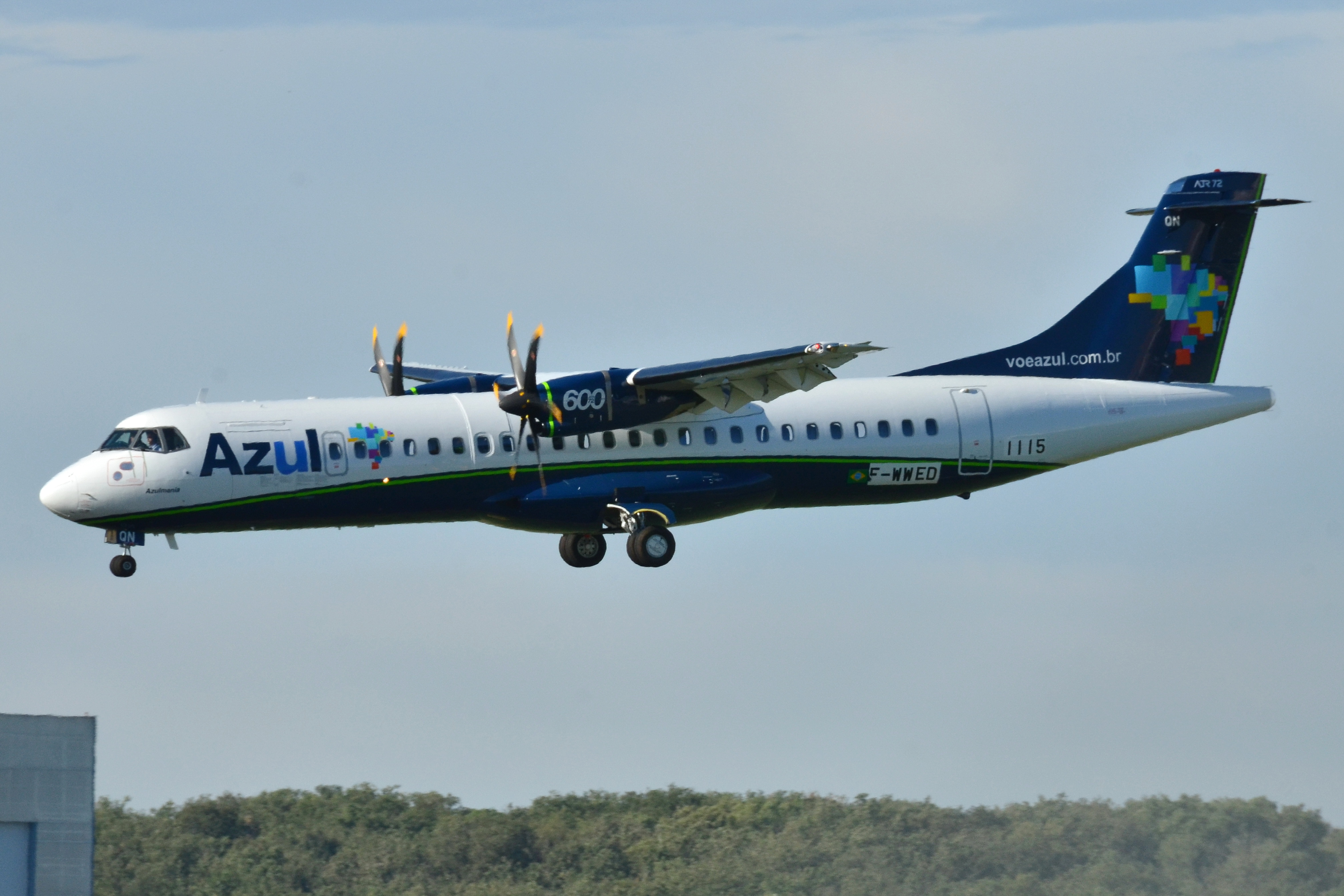
Un ATR 72-600.

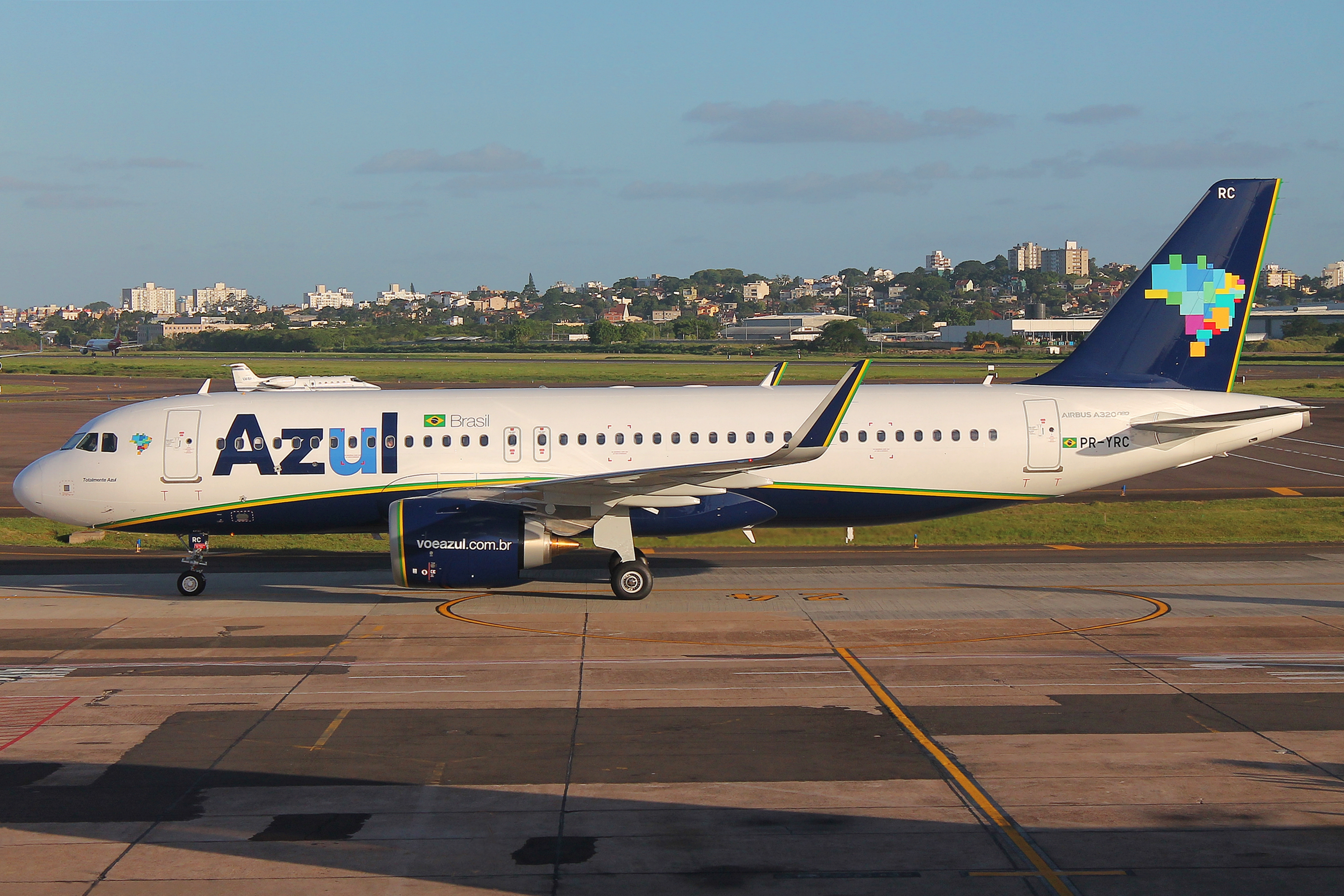
Un Airbus A320neo.

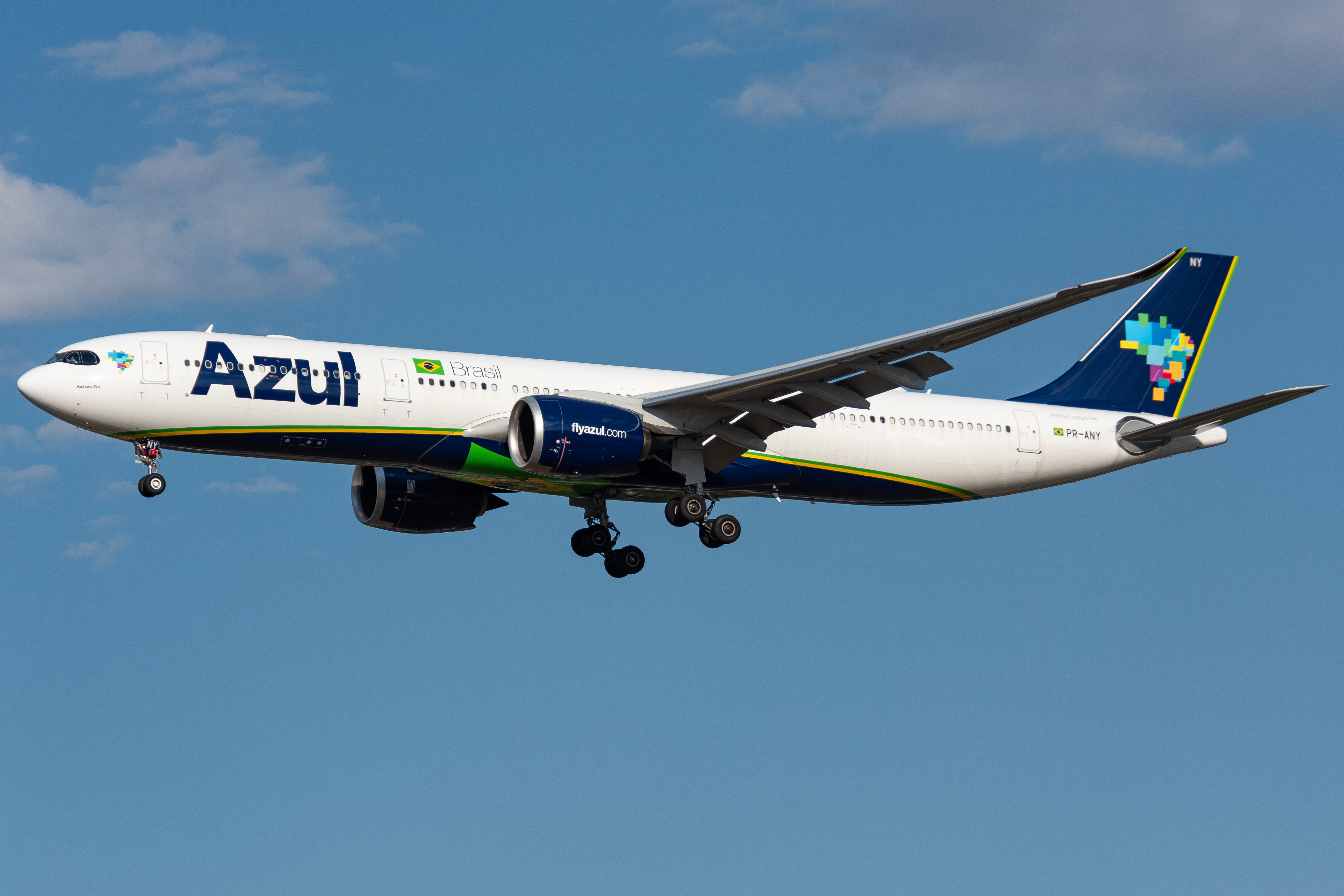
Un Airbus A330-900neo.

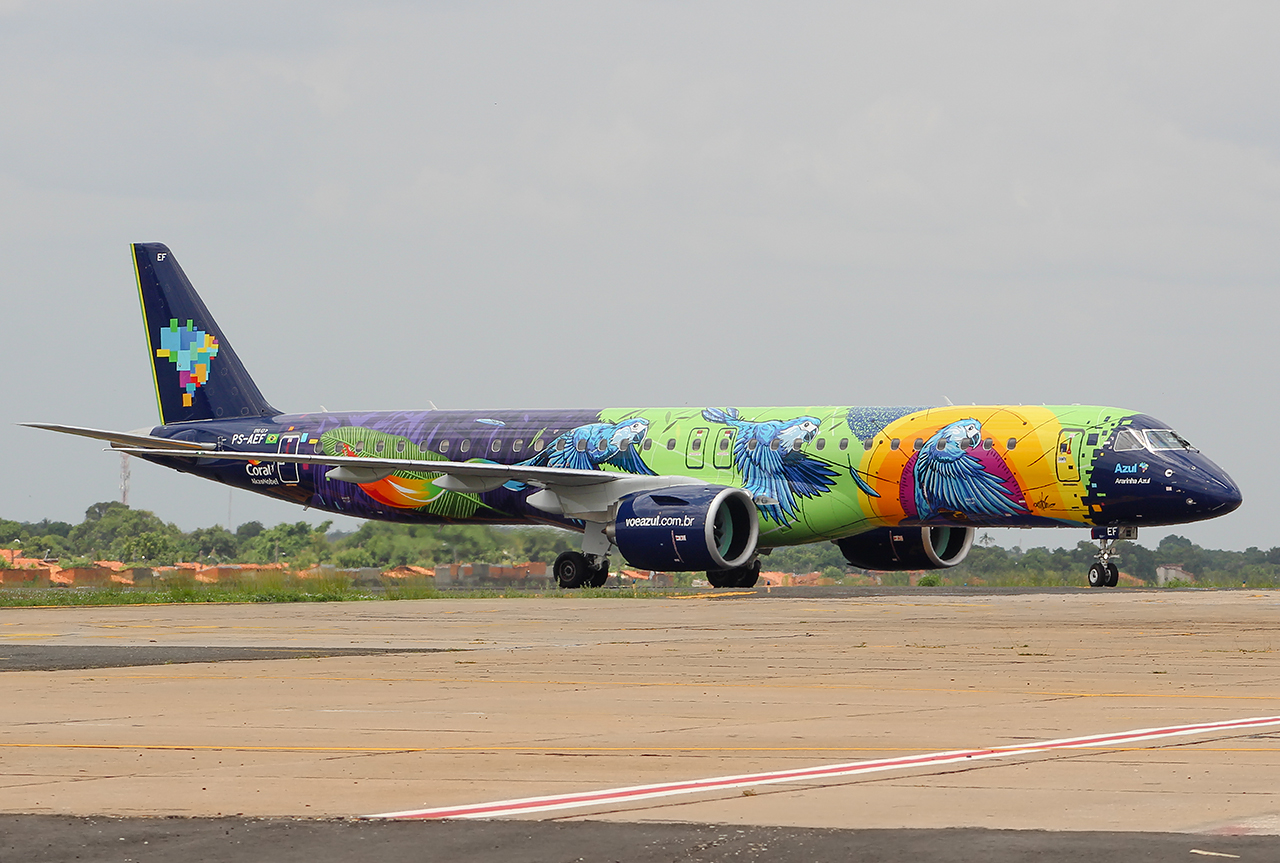
Un Embraer 195-E2 in livrea speciale.

A luglio 2024 la flotta di Azul Linhas Aéreas è composta dai seguenti aerei:

### Flotta storica
Azul Linhas Aéreas operava in precedenza con i seguenti aeromobili: